# Ілля III Єрусалимський
Ілля ІІІ — Патріарх Єрусалимський. Очолював Єрусалимську Церкву з 878 до 906 або 907 років.
Проводив листування з королем Альфредом I Великим, просив про допомогу з відбудування церков інших християнських монархів Європи, зокрема імператора Карла III Товстого. Надсилав емісарів з дарунками й до Папи Римського Івана VIII.
Точна дата смерті невідома, називають 4 жовтня 906, також 907 рік.